# Campeonato Mundial de Baloncesto Femenino de 2002
El XIV Campeonato Mundial de Baloncesto Femenino se celebró en China entre el 14 y el 25 de septiembre de 2002, bajo la organización de la Federación Internacional de Baloncesto (FIBA) y la Federación China de Baloncesto.
Un total de dieciséis selecciones nacionales de cinco confederaciones continentales compitieron por el título de campeón mundial, cuyo anterior portador era el equipo de Estados Unidos, vencedor del Mundial de 1998. 
La selección de Estados Unidos se adjudicó la medalla de oro al derrotar en la final al equipo de Rusia con un marcador de 79-74. En el partido por el tercer puesto el conjunto de Australia venció al de Corea del Sur.

## Organización

### Sedes
| Foto | Grupo      | Ciudad       | Instalación                             |
| ---- | ---------- | ------------ | --------------------------------------- |
|      | A          | Wuzhong      |                                         |
|      | B          | Taicang      |                                         |
|      | C          | Zhangjiagang |                                         |
|      | D          | Changshu     |                                         |
|      | E          | Suzhou       | Centro Deportivo de Suzhou              |
|      | F          | Changzhou    |                                         |
|      | Fase final | Nanjing      | Gimnasio del Centro Deportivo Wutaishan |

### Grupos
| Grupo A   | Grupo B    | Grupo C        | Grupo D       |
| --------- | ---------- | -------------- | ------------- |
| Australia | China      | Estados Unidos | Francia       |
| Japón     | Brasil     | China Taipéi   | Túnez         |
| España    | Yugoslavia | Rusia          | Corea del Sur |
| Argentina | Senegal    | Lituania       | Cuba          |

## Primera fase
- Todos los partidos en la hora local de China (UTC+8).

### Grupo A
| Equipo    | J | G | P | PF  | PC  | DP  | PTS |
| --------- | - | - | - | --- | --- | --- | --- |
| Australia | 3 | 3 | 0 | 256 | 164 | +92 | 6   |
| España    | 3 | 2 | 1 | 255 | 191 | +64 | 5   |
| Argentina | 3 | 1 | 2 | 182 | 247 | -65 | 4   |
| Japón     | 3 | 0 | 0 | 181 | 272 | -91 | 3   |

- Resultados

| Fecha | Hora  | Partido¹  | Partido¹ | Partido¹  | Resultado |
| ----- | ----- | --------- | -------- | --------- | --------- |
| 14.09 | 19:30 | Japón     | -        | Argentina | 65-74     |
| 14.09 | 21:30 | Australia | -        | España    | 73-58     |
| 15.09 | 19:30 | Argentina | -        | Australia | 53-85     |
| 15.09 | 21:30 | España    | -        | Japón     | 100-63    |
| 16.09 | 19:30 | Australia | -        | Japón     | 98-53     |
| 16.09 | 21:30 | Argentina | -        | España    | 55-97     |

- (¹) – Todos en Wuzhong.

### Grupo B
| Equipo     | J | G | P | PF  | PC  | DP  | PTS |
| ---------- | - | - | - | --- | --- | --- | --- |
| Brasil     | 3 | 3 | 0 | 264 | 200 | +64 | 6   |
| China      | 3 | 2 | 1 | 226 | 213 | +13 | 5   |
| Yugoslavia | 3 | 1 | 2 | 234 | 224 | +10 | 4   |
| Senegal    | 3 | 0 | 0 | 181 | 268 | -87 | 3   |

- Resultados

| Fecha | Hora  | Partido¹   | Partido¹ | Partido¹   | Resultado |
| ----- | ----- | ---------- | -------- | ---------- | --------- |
| 14.09 | 19:30 | Brasil     | -        | China      | 85-73     |
| 14.09 | 21:30 | Yugoslavia | -        | Senegal    | 94-66     |
| 15.09 | 19:30 | China      | -        | Yugoslavia | 72-65     |
| 15.09 | 21:30 | Senegal    | -        | Brasil     | 52-93     |
| 16.09 | 19:30 | Senegal    | -        | China      | 63-81     |
| 16.09 | 21:30 | Brasil     | -        | Yugoslavia | 86-75     |

- (¹) – Todos en Taicang.

### Grupo C
| Equipo         | J | G | P | PF  | PC  | DP   | PTS |
| -------------- | - | - | - | --- | --- | ---- | --- |
| Estados Unidos | 3 | 3 | 0 | 274 | 142 | +132 | 6   |
| Rusia          | 3 | 2 | 1 | 235 | 196 | +39  | 5   |
| Lituania       | 3 | 1 | 2 | 201 | 282 | -81  | 4   |
| China Taipéi   | 3 | 0 | 0 | 165 | 255 | -90  | 3   |

- Resultados

| Fecha | Hora  | Partido¹       | Partido¹ | Partido¹       | Resultado |
| ----- | ----- | -------------- | -------- | -------------- | --------- |
| 14.09 | 19:30 | Lituania       | -        | China Taipéi   | 92-80     |
| 14.09 | 21:30 | Estados Unidos | -        | Rusia          | 89-55     |
| 15.09 | 19:30 | Rusia          | -        | Lituania       | 97-61     |
| 15.09 | 21:30 | China Taipéi   | -        | Estados Unidos | 39-80     |
| 16.09 | 19:30 | China Taipéi   | -        | Rusia          | 46-83     |
| 16.09 | 21:30 | Estados Unidos | -        | Lituania       | 105-48    |

- (¹) – Todos en Zhangjiagang.

### Grupo D
| Equipo        | J | G | P | PF  | PC  | DP   | PTS |
| ------------- | - | - | - | --- | --- | ---- | --- |
| Francia       | 3 | 3 | 0 | 313 | 176 | +137 | 6   |
| Corea del Sur | 3 | 2 | 1 | 282 | 231 | +51  | 5   |
| Cuba          | 3 | 1 | 2 | 222 | 235 | -13  | 4   |
| Túnez         | 3 | 0 | 0 | 170 | 345 | -175 | 3   |

- Resultados

| Fecha | Hora  | Partido¹      | Partido¹ | Partido¹      | Resultado |
| ----- | ----- | ------------- | -------- | ------------- | --------- |
| 14.09 | 19:30 | Corea del Sur | -        | Túnez         | 124-70    |
| 14.09 | 21:30 | Francia       | -        | Cuba          | 92-61     |
| 15.09 | 19:30 | Cuba          | -        | Corea del Sur | 71-78     |
| 15.09 | 21:30 | Túnez         | -        | Francia       | 35-131    |
| 16.09 | 19:30 | Túnez         | -        | Cuba          | 65-90     |
| 16.09 | 21:30 | Francia       | -        | Corea del Sur | 90-80     |

- (¹) – Todos en Changshu.

## Segunda fase
- Todos los partidos en la hora local de China (UTC+8).

Clasifican los tres mejores equipos de cada grupo y se distribuyen en dos grupos, el E con los tres primeros de los grupos A y B y el F con los tres primeros de los grupos C y D.

### Grupo E
| Equipo     | J | G | P | PF  | PC  | DP   | PTS |
| ---------- | - | - | - | --- | --- | ---- | --- |
| Brasil     | 6 | 5 | 1 | 492 | 391 | +101 | 11  |
| Australia  | 6 | 5 | 1 | 524 | 393 | +131 | 11  |
| China      | 6 | 4 | 2 | 472 | 428 | +44  | 10  |
| España     | 6 | 4 | 2 | 473 | 398 | +75  | 10  |
| Yugoslavia | 6 | 2 | 4 | 466 | 474 | -8   | 8   |
| Argentina  | 6 | 1 | 5 | 352 | 517 | -165 | 7   |

- Resultados

| Fecha | Hora  | Partido¹   | Partido¹ | Partido¹   | Resultado |
| ----- | ----- | ---------- | -------- | ---------- | --------- |
| 18.09 | 15:00 | Yugoslavia | -        | Australia  | 82-93     |
| 18.09 | 19:30 | Brasil     | -        | Argentina  | 85-39     |
| 18.09 | 21:30 | China      | -        | España     | 72-59     |
| 19.09 | 15:00 | Argentina  | -        | Yugoslavia | 76-83     |
| 19.09 | 19:30 | España     | -        | Brasil     | 78-68     |
| 19.09 | 21:30 | Australia  | -        | China      | 101-72    |
| 20.09 | 15:00 | Yugoslavia | -        | España     | 67-81     |
| 20.09 | 19:30 | Brasil     | -        | Australia  | 75-74     |
| 20.09 | 21:30 | China      | -        | Argentina  | 102-55    |

- (¹) – Todos en Suzhou.

### Grupo F
| Equipo         | J | G | P | PF  | PC  | DP   | PTS |
| -------------- | - | - | - | --- | --- | ---- | --- |
| Estados Unidos | 6 | 6 | 0 | 553 | 307 | +246 | 12  |
| Rusia          | 6 | 5 | 1 | 482 | 368 | +114 | 11  |
| Francia        | 6 | 4 | 2 | 511 | 414 | +97  | 10  |
| Corea del Sur  | 6 | 3 | 3 | 458 | 484 | -26  | 9   |
| Lituania       | 6 | 2 | 4 | 397 | 489 | -92  | 8   |
| Cuba           | 6 | 1 | 5 | 392 | 466 | -74  | 7   |

- Resultados

| Fecha | Hora  | Partido¹       | Partido¹ | Partido¹       | Resultado |
| ----- | ----- | -------------- | -------- | -------------- | --------- |
| 18.09 | 15:00 | Corea del Sur  | -        | Rusia          | 47-92     |
| 18.09 | 19:30 | Cuba           | -        | Estados Unidos | 44-87     |
| 18.09 | 21:30 | Francia        | -        | Lituania       | 71-63     |
| 19.09 | 15:00 | Estados Unidos | -        | Corea del Sur  | 91-53     |
| 19.09 | 19:30 | Lituania       | -        | Cuba           | 63-60     |
| 19.09 | 21:30 | Rusia          | -        | Francia        | 74-59     |
| 20.09 | 15:00 | Corea del Sur  | -        | Lituania       | 76-70     |
| 20.09 | 19:30 | Cuba           | -        | Rusia          | 66-81     |
| 20.09 | 21:30 | Francia        | -        | Estados Unidos | 68-101    |

- (¹) – Todos en Changzhou.

## Fase final
- Todos los partidos en la hora local de China (UTC+8).

|  | Cuartos de final | Cuartos de final |                |               | Semifinales      | Semifinales      |               |              | Final            | Final            |  |
|  | 23 de septiembre | 23 de septiembre |                |               | 24 de septiembre | 24 de septiembre |               |              | 25 de septiembre | 25 de septiembre |  |
|  |                  |                  |                |               |                  |                  |               |              |                  |                  |  |
|  |                  |                  |                |               |                  |                  |               |              |                  |                  |  |
|  | Brasil           | 70               |                |               |                  |                  |               |              |                  |                  |  |
|  | Brasil           | 70               |                |               |                  |                  |               |              |                  |                  |  |
|  | Corea del Sur    | 71               |                |               |                  |                  |               |              |                  |                  |  |
|  | Corea del Sur    | 71               |                | Corea del Sur | 53               |                  |               |              |                  |                  |  |
|  |                  |                  |                | Corea del Sur | 53               |                  |               |              |                  |                  |  |
|  |                  |                  | Rusia          | 70            |                  |                  |               |              |                  |                  |  |
|  | China            | 70               | Rusia          | 70            |                  |                  |               |              |                  |                  |  |
|  | China            | 70               |                |               |                  |                  |               |              |                  |                  |  |
|  | Rusia            | 86               |                |               |                  |                  |               |              |                  |                  |  |
|  | Rusia            | 86               |                |               |                  |                  |               | Rusia        | 74               |                  |  |
|  |                  |                  |                |               |                  |                  |               | Rusia        | 74               |                  |  |
|  |                  |                  | Estados Unidos | 79            |                  |                  |               |              |                  |                  |  |
|  | Australia        | 78               | Estados Unidos | 79            |                  |                  |               |              |                  |                  |  |
|  | Australia        | 78               |                |               |                  |                  |               |              |                  |                  |  |
|  | Francia          | 52               |                |               |                  |                  |               |              |                  |                  |  |
|  | Francia          | 52               |                | Australia     | 56               |                  |               | Tercer lugar | Tercer lugar     |                  |  |
|  |                  |                  |                | Australia     | 56               |                  |               | Tercer lugar | Tercer lugar     |                  |  |
|  |                  |                  | Estados Unidos | 71            |                  |                  |               |              |                  |                  |  |
|  | España           | 55               | Estados Unidos | 71            |                  |                  | Corea del Sur | 63           |                  |                  |  |
|  | España           | 55               |                |               |                  |                  | Corea del Sur | 63           |                  |                  |  |
|  | Estados Unidos   | 94               |                |               |                  |                  |               |              | Australia        | 91               |  |
|  | Estados Unidos   | 94               |                |               |                  |                  |               |              | Australia        | 91               |  |
|  |                  |                  |                |               |                  |                  |               |              |                  |                  |  |

### Cuartos de final
| Fecha | Hora  | Partido¹  | Partido¹ | Partido¹       | Resultado |
| ----- | ----- | --------- | -------- | -------------- | --------- |
| 23.09 | 13:00 | Brasil    | -        | Corea del Sur  | 70-71     |
| 23.09 | 15:15 | China     | -        | Rusia          | 70-86     |
| 23.09 | 19:30 | España    | -        | Estados Unidos | 55-94     |
| 23.09 | 21:30 | Australia | -        | Francia        | 78-52     |

- (¹) – Todos en Nanjing.

### Semifinales
| Fecha | Hora  | Partido¹      | Partido¹ | Partido¹       | Resultado |
| ----- | ----- | ------------- | -------- | -------------- | --------- |
| 24.09 | 19:30 | Corea del Sur | -        | Rusia          | 53-70     |
| 24.09 | 21:30 | Australia     | -        | Estados Unidos | 56-71     |

- (¹) – En Nanjing.

### Tercer lugar
| Fecha | Hora  | Partido¹      | Partido¹ | Partido¹  | Resultado |
| ----- | ----- | ------------- | -------- | --------- | --------- |
| 25.09 | 19:30 | Corea del Sur | -        | Australia | 63-91     |

- (¹) – En Nanjing.

### Final
| 25 de septiembre de 2002 – 21:30 (CET) | Rusia                                 | 74–79   | Estados Unidos | Nanjing |  |
|                                        | Parciales: 15–25, 20–23, 20–17, 19–14 |         |                | |  |
|                                        |                                       | Reporte |                | Pabellón: Gimnasio del Centro Deportivo Wutaishan Asistencia: 3 500 espectadores Árbitros: Pilar Landeira Chantal Julien |  |

### Partidos de clasificación
5.º a 8.º lugar
| Fecha | Hora  | Partido¹ | Partido¹ | Partido¹ | Resultado |
| ----- | ----- | -------- | -------- | -------- | --------- |
| 24.09 | 13:00 | Brasil   | -        | China    | 80-81     |
| 24.09 | 15:15 | Francia  | -        | España   | 59-69     |

- (¹) – En Nanjing.

Séptimo lugar
| Fecha | Hora  | Partido¹ | Partido¹ | Partido¹ | Resultado |
| ----- | ----- | -------- | -------- | -------- | --------- |
| 25.09 | 13:00 | Brasil   | -        | Francia  | 74-65     |

- (¹) – En Nanjing.

Quinto lugar
| Fecha | Hora  | Partido¹ | Partido¹ | Partido¹ | Resultado |
| ----- | ----- | -------- | -------- | -------- | --------- |
| 25.09 | 15:15 | China    | -        | España   | 72-91     |

- (¹) – En Nanjing.

## Medallero
| Estados Unidos | Rusia | Australia |

## Plantillas de los equipos medallistas
- Estados Unidos:

Shannon Johnson, Dawn Staley, Sue Bird, Sheryl Swoopes, DeLisha Milton-Jones, Lisa Leslie, Tamika Catchings, Tamecka Dixon, Natalie Williams, Jennifer Gillom, Katie Smith, Tari Phillips. Seleccionador: Van Chancellor.
- Rusia:

Vera Šnjukova, Oksana Rachmatulina, Ol'ga Artešina, Anna Archipova, Elena Baranova, Julija Skopa, Ilona Korstin, Irina Osipova, Marija Kalmjkova, Oksana Zakaljužnaja, Tat'jana Šč'egoleva, Diana Gustilina. Seleccionador:  Vadim Kapranov.
- Australia:

Jae Kingi, Allison Tranquilli, Sandy Brondello, Penny Taylor, Suzy Batkovic, Trisha Fallon, Kristi Harrower, Lauren Jackson, Hollie Grima, Jenny Whittle, Laura Summerton, Michelle Brogan. Seleccionador: Jan Stirling

## Estadísticas

### Clasificación general
| 1. Estados Unidos |
| 2. Rusia          |
| 3. Australia      |
| 4. Corea del Sur  |
| 5. España         |
| 6. China          |
| 7. Brasil         |
| 8. Francia        |
| 9. Cuba           |
| 10. Argentina     |
| 11. Lituania      |
| 12. Yugoslavia    |
| 13. Japón         |
| 14. China Taipéi  |
| 15. Senegal       |
| 16. Túnez         |

### Máxima anotadora
| N.º | Jugadora                      | País           | Puntos |
| --- | ----------------------------- | -------------- | ------ |
| 1   | Lauren Jackson                | Australia      | 208    |
| 2   | Yelena Baranova               | Rusia          | 163    |
| 3   | Lisa Leslie                   | Estados Unidos | 155    |
| 4   | Sheryl Swoopes                | Estados Unidos | 152    |
| 5   | Alessandra Santos de Oliveira | Brasil         | 146    |

Fuente: 

### Equipo más anotador
| N.º | Equipo         | Puntos |
| --- | -------------- | ------ |
| 1   | Estados Unidos | 797    |
| 2   | Australia      | 749    |
| 3   | Brasil         | 716    |
| 4   | Rusia          | 712    |
| 5   | China          | 695    |

Fuente: 